# Voetbalkampioenschap van het Opper-Ertsgebergte 1925/26
In 1925/26 werd het derde voetbalkampioenschap van het Opper-Ertsgebergte gespeeld, dat georganiseerd werd door de Midden-Duitse voetbalbond. De competitie werd in twee groepen verdeeld en beide winnaars bekampten elkaar. VfB 1912 Geyer werd kampioen en plaatste zich zo voor de Midden-Duitse eindronde. De club verloor met 9:0 van Chemnitzer BC.
Dit seizoen mocht ook de vicekampioen naar een aparte eindronde, waarvan de winnaar nog kans maakte op de nationale eindronde. De club verloor meteen van FC Preußen 1907 Chemnitz met 14:0.

## Gauliga

### Groep A
| Plaats | Club                 | Wed. | W | G | V | Saldo | Ptn. |
| ------ | -------------------- | ---- | - | - | - | ----- | ---- |
| 1.     | VfB 1912 Geyer       | 6    | 5 | 1 | 0 | 20:8  | 11:1 |
| 2.     | BV 1908 Thum         | 6    | 4 | 0 | 2 | 19:13 | 8:4  |
| 3.     | BC 1913 Jahnsbach    | 6    | 1 | 1 | 4 | 12:21 | 3:9  |
| 4.     | BC Ehrenfriedersdorf | 6    | 1 | 0 | 5 | 10:19 | 2:10 |

|  | Geplaatst voor finale          |
|  | Trok zich na dit seizoen terug |

### Groep B
| Plaats | Club               | Wed. | W | G | V | Saldo | Ptn. |
| ------ | ------------------ | ---- | - | - | - | ----- | ---- |
| 1.     | VfB 1909 Annaberg  | 8    | 8 | 0 | 0 | 24:5  | 16:0 |
| 2.     | DSC Weipert        | 8    | 4 | 1 | 3 | 23:10 | 9:7  |
| 3.     | SV 1911 Bärenstein | 8    | 4 | 0 | 4 | 26:29 | 8:8  |
| 4.     | BC Schlettau       | 8    | 3 | 1 | 4 | 9:25  | 7:9  |
| 5.     | VfR Buchholz       | 8    | 0 | 0 | 8 | 3:26  | 0:16 |

### Finale
|  |                |       |                   |  |
|  | VfB 1912 Geyer | 4 – 3 | VfB 1909 Annaberg |  |
|  |                |       |                   |  |